# Jenna Rosenow
Jenna Rosenow es una actriz australiana, conocida por haber interpretado a Amber Turner en la serie Neighbours.

## Biografía
Desde noviembre del 2012 sale con el actor Christopher Milligan.

## Carrera
En el 2009 apareció en el corto Paper Planes donde trabajó junto al actor Sweeney Young.
En el 2010 interpretó a Kelly en el cortometraje Pale.
El 7 de febrero de 2013 unió al elenco principal de la popular serie australiana Neighbours donde interpretó a Amber Turner, la hija de Lauren Carpenter y Matt Turner, y nieta de Lou Carpenter, hasta el 8 de enero del 2016 después de que su personaje decidiera mudarse a Brisbane con su hija, Matilda luego de obtener un trabajo ahí. Jenna apareció brevemente en la serie el 5 de abril del 2016 cuando Amber y Matilda aparecieron nuevamente por skype, luego de que Josh les llamara para despedirse, ya que estaba muriendo por las heridas que había sufrido al quedar atrapado en la explosión ocurrida en el Hotel Lassiter.
Ese mismo año apareció como invitada en la serie Mako Mermaids donde interpretó a la sirena Aquata, la hermana de Sirena (Amy Ruffle), una sirena.

## Filmografía

### Series de televisión
| Año         | Título                 | Personaje    | Notas         |
| ----------- | ---------------------- | ------------ | ------------- |
| 2013 - 2016 | Neighbours             | Amber Turner | 292 episodios |
| 2014        | Neighbours vs. Zombies | Amber Turner | 4 episodios   |
| 2013        | Mako Mermaids          | Aquata       | 3 episodios   |

### Películas
| Año  | Título                  | Personaje | Notas                                                                                         |
| ---- | ----------------------- | --------- | --------------------------------------------------------------------------------------------- |
| 2013 | Border Protection Squad | Pasajera  | junto a Amy Ruffle, Tony Martin, Josh Lawson & Lachy Hulme                                    |
| 2010 | Pale                    | Kelly     | corto - Lachlan Ryan, Jacinda Anderson, Andrew Faulkner & Heather Cunningham                  |
| 2009 | Paper Planes            | -         | corto - junto a Joel Famularo, Matthew Smolen, Andrew Faulkner, Sweeney Young & Rhys Mitchell |